# Schermen op de Middellandse Zeespelen 1955
Schermen is een van de sporten die beoefend werden tijdens de Middellandse Zeespelen 1955 in Barcelona, Spanje. Er waren zes onderdelen, alle voor mannen.

## Uitslagen
| Event              | Goud               | Zilver              | Brons              |
| ------------------ | ------------------ | ------------------- | ------------------ |
| Floret individueel | Christian d'Oriola | Edoardo Mangiarotti | Vittorio Lucarelli |
| Floret team        | Frankrijk          | Italië              | Egypte             |
| Sabel individueel  | Jacques Lefèvre    | Roberto Ferrari     | Gastone Dare       |
| Sabel team         | Italië             | Frankrijk           | Egypte             |
| Degen individueel  | Carlo Pavesi       | Giuseppe Delfino    | Giorgio Anglesio   |
| Degen team         | Frankrijk          | Italië              | Egypte             |

## Medaillespiegel
| Plaats | Land      | Goud | Zilver | Brons | Totaal |
| 1      | Frankrijk | 4    | 1      | 0     | 5      |
| 2      | Italië    | 2    | 5      | 3     | 10     |
| 3      | Egypte    | 0    | 0      | 3     | 3      |
| Totaal | Totaal    | 6    | 6      | 6     | 18     |

1951 · 1955 · 1959 · 1963 · 1967 · 1971 · 1975 · 1979 · 1983 · 1991 · 1993 · 1997 · 2001 · 2005 · 2009 · 2013 · 2018 · 2022
Atletiek · Basketbal · Boksen · Gewichtheffen · Gymnastiek · Hockey · Paardensport · Roeien · Rolhockey · Rugby · Schermen · Schietsport · Schoonspringen · Voetbal · Waterpolo · Wielersport · Worstelen · Zeilen · Zwemmen